# IBM System/36

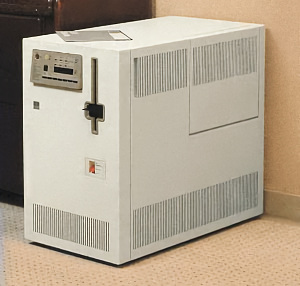
IBM 5362

IBM System/36 (скорочено S/36) — мінікомп'ютер IBM що випускався з 1983 по 2000 рік. Це була багатокористувацька та багатозадачна система-наступник System/34. Як і System/34 та System/32 , System/36 в основному програмувалася за допомогою мови RPG-II. Одним з найцікавіших додаткових функцій машини був автономний механізм зберігання інформації (на 5360 моделі), в якому використовували «журнали» — ящики з 8-дюймових дискет, які машина може завантажити і витягти у довільному порядку. System/36 також мав багато можливостей мейнфреймів, такі як програмовані черги завдань і рівні пріоритетів.
В IBM характеризували System/32, System/34 і System/36 як «малі системи», хоча пізніше вони були об'єднані з System/38, а в подальшому з AS/400 — як комп'ютери «середнього класу».

### Огляд IBM System/36
IBM System/36 був простим і популярним комп'ютером для малого бізнесу, про випуск якого вперше було оголошено 16 травня 1983 року. Це був початок 17-річний терміну випуску цієї ЕОМ.
Перша випущена модель була System/36 5360. Вона мала масу 700 фунтів (318 кг), вартість $100,000, процесор швидкістю близько 2 МГц і 8 МГц для двох процесорів, які в 1983 році були швидшими, ніж «персональні комп'ютери», що пропонувалися на ринку. 5362 мав масу лише 150 фунтів (68 кг) і вартість $20000.
У 1970 році Міністерством юстиції США було подано антимонопольний позов проти IBM, в якому стверджувалося, що компанія використовує незаконні дії для боротьби з конкурентами. На той час IBM була за консолідацію всіх ліній ЕОМ (S/370, 4300, S/32, S/34, S/38) в одну «родину» комп'ютерів зі спільною технологією баз даних ISAM, мовами програмування та апаратною архітектурою. Але після того, як був поданий позов, в IBM вирішили, що будуть існувати дві родини: лінія System/38, призначена для великих компаній, яка представляла майбутній напрямок діяльності компанії IBM, і лінія System/36, призначена для невеликих компаній, які використовували спадщину систем комп'ютерів 32/34.
System/36 використовували практично ті ж самі програмні засоби — RPG II, SDA, OCL, а також інші технології, які використовувалися в System/34, хоча їх об'єктні коди були несумісні. Оригінальні дисплеї (24 рядки по 80 символів) здобули велику популярність, використовували той же базовий розмір екрану який до нашого часу використовується на сучасних комп'ютерах. Запропонований 1987 року дисплей розміром 27x132 не прижився. S/36 мав 8-дюймовий флоппі-дисковод, від одного до чотирьох жорстких дисків з ємністю від 30 до 716 Мб, пам'ять від 128 до 7 МБ. Стрічкові накопичувачі були доступні як пристрої резервного копіювання; 6157 мали ємність близько 60 Мб. В Advanced/36 стрічковий накопичувач 9402 (1994 рік) мав ємність 2,5 Гб.

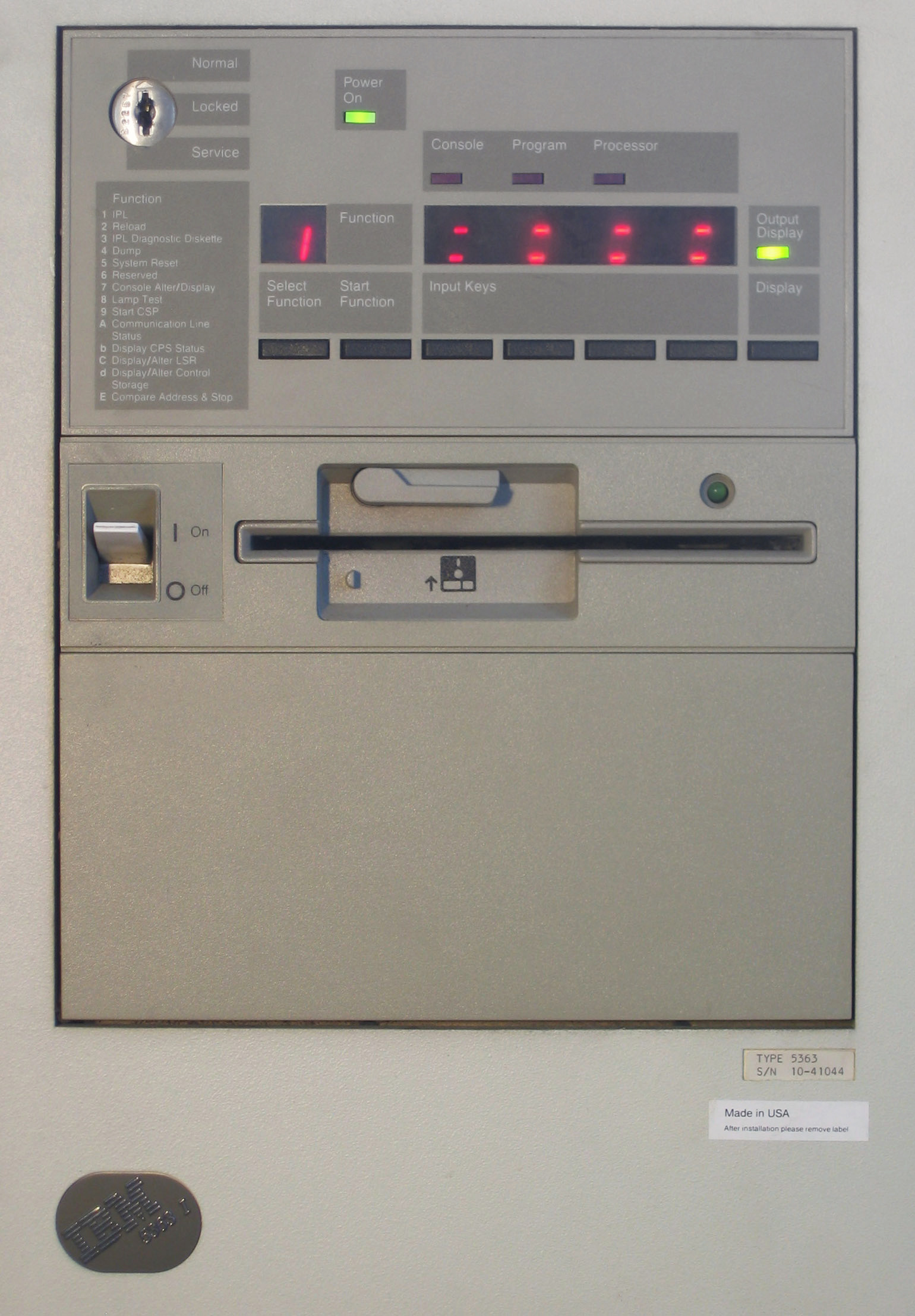
Передня панель 5363.

### Особливості
System/36 був гнучким і потужним для свого часу:
- Можливість підключати 80 моніторів і принтерів, які будуть з'єднані між собою. Всі користувачі можуть отримати доступ до жорсткого диску системи або будь-якого принтера.
- Забезпечення безпеки паролів і ресурсів безпеки, можливість контролювати, кому був дозволений доступ до будь-якої програми або файлу.
- Пристрої (принтери та монітори) могли бути на значні відстані від системного блоку (до декількох кілометрів).
- Користувачі могли працювати з System/36 з будь-якої точки світу за допомогою каналу зв'язку в 9600 бод (дуже швидкого для 1980-х років), використовуючи тільки текстовий екран і без графіки.
- Створення баз даних дуже великого розміру — підтримка до 8 мільйонів записів, в 5360 з чотирма жорсткими дисками можна мати 1,453 гігабайт.
- S/36 вважався «куленепробивним» за його здатність працювати багато місяців між перезавантаженнями (IPLs).

### Наступник
Наприкінці 1980-х років Міністерство юстиції США припинило справу проти IBM, і компанія випустила систему з назвою AS/400. Нова система була меншою і менш дорогою порівняно з S/38, могла працювати з потужнішими базами даних, тому стала миттєво популярною серед 20 000 клієнтів S/38. Але у компанії були проблеми переконати 300 000 клієнтів S/34 і S/36 мігрувати на AS/400, оскільки люди, які заплатили $ 20 000 за S/36 не хотіли платити $40 000 для AS/400, хоча IBM пропонувала дуже прості шляхи міграції.

### Термінал
Оператор (користувач) сидів в передній частині пристрою, який дещо нагадував сьогоднішній комп'ютер, за винятком того, що монітор був меншим, ніж сучасний, значно дорожчим (2000 доларів США), текстовим (24x80) і з доступних кольорів на екрані були тільки зелений і яскраво-зелений (семикольорові монітори IBM з'явилися пізніше).
До 1984 року переважали монітори 5251, вартістю 2000 доларів США, які мали те, що в IBM називали «подвійний колір» — зелений і білий. У 1984 році термінал IBM 3180 вже міг відображати сім кольорів (рожевий, червоний, синій, жовтий, зелений, білий і бірюзовий). Цікаво, що програмування кольорів не вимагало нової системи програмування екрану, оскільки реалізація була повністю на апаратному рівні. Протокол під назвою IBM 5250 Data Stream міг інтерпретувати атрибути поля для створення кольору. Звичайний текст був представлений зеленим кольором для терміналу 3180, висока інтенсивність стала білою. Блимання стало червоним. Підкреслений текст був представлений як синій.

### Принтери
Типова конгфігурація System/36 могла включати один з цих принтерів:
- IBM 5219 — принтер який прпацював за принципом друкарських машинок (до 40 знаків в секунду).
- IBM 3262/5262 — група принтерів, розраховані на 650 рядків за хвилину.
- IBM 4234 — матричний принтер, розрахований на 410/800 рядків за хвилину.
- IBM 5224 — матричний принтер, розрахований на 100/240 рядків за хвилину.
- IBM 5225 — матричний принтер, розрахований на 280/560 рядків за хвилину.
- IBM 3812 — світлодіодний сторінковий принтер.

IBM принтери мали високу якість і відповідну ціну — наприклад, принтер 5262 коштував близько 12000 доларів США.

## Архітектура системи

### Процесори
S/36 мала два шістнадцятирозрядні процесори — процесор CSP (контролю за зберіганням) і MSP (основної пам'яті процесора). Перші моделі System/36 (5360-A) мали 4 МГц CSP і 1 МГц MSP. Модель 5360-D приблизно на 60 відсотків швидша, ніж «А»-моделі.

### Дискова пам'ять
Найменший S/36 мав 128K оперативної пам'яті і 30 Мб жорсткий диск, найбільший S/36 міг підтримувати 7MB оперативної пам'яті і 1478 MB дискового простору. Він коштував 200,000 доларів США (на початку 1980-х років). В жорстких дисках S/36 використовувалася функція під назвою «додатковий циліндр» — якщо були виявлені на диску погані місця, то замість них динамічно надавалося місце на додатковому циліндрі. Розмір адреси дисків обмежував розмір активного розділу S/36 до близько 2 Гб, однак в Advanced/36 був 4 Гб жорсткий диск, який міг містити до трьох емульованих S/36.
Дисковий простір на System/36 був організований у вигляді «блоків». Один блок = 2560 байт. Високого класу 5360 система поставлялася з близько 550 000 блоками доступного дискового простору. Об'єкти можуть на диску могли бути виділені у вигляді блоків або записів, але внутрішньо вони завжди були блоками.

### Віртуальна пам'ять
IBM розробила принцип віртуальної пам'яті в 1960 році, він використовувасвя в S/36, дозволяючи програмам використовувати більше, ніж реальний обсяг наявної фізичної пам'яті (48 КБ у S/36). Завантаження всієї програми в області кешу, а потім переміщення її по частинах виконує CSP, у той час як MSP виконує інструкції в комп'ютерній програмі. Як і в сучасних комп'ютерах, підкачування даних між системною пам'яттю і жорстким диском повільніше, ніж еквівалентний обмін з фізичною пам'яттю тому відбувається деяке зниження продуктивності системи.

### SSP— операційна система System/36

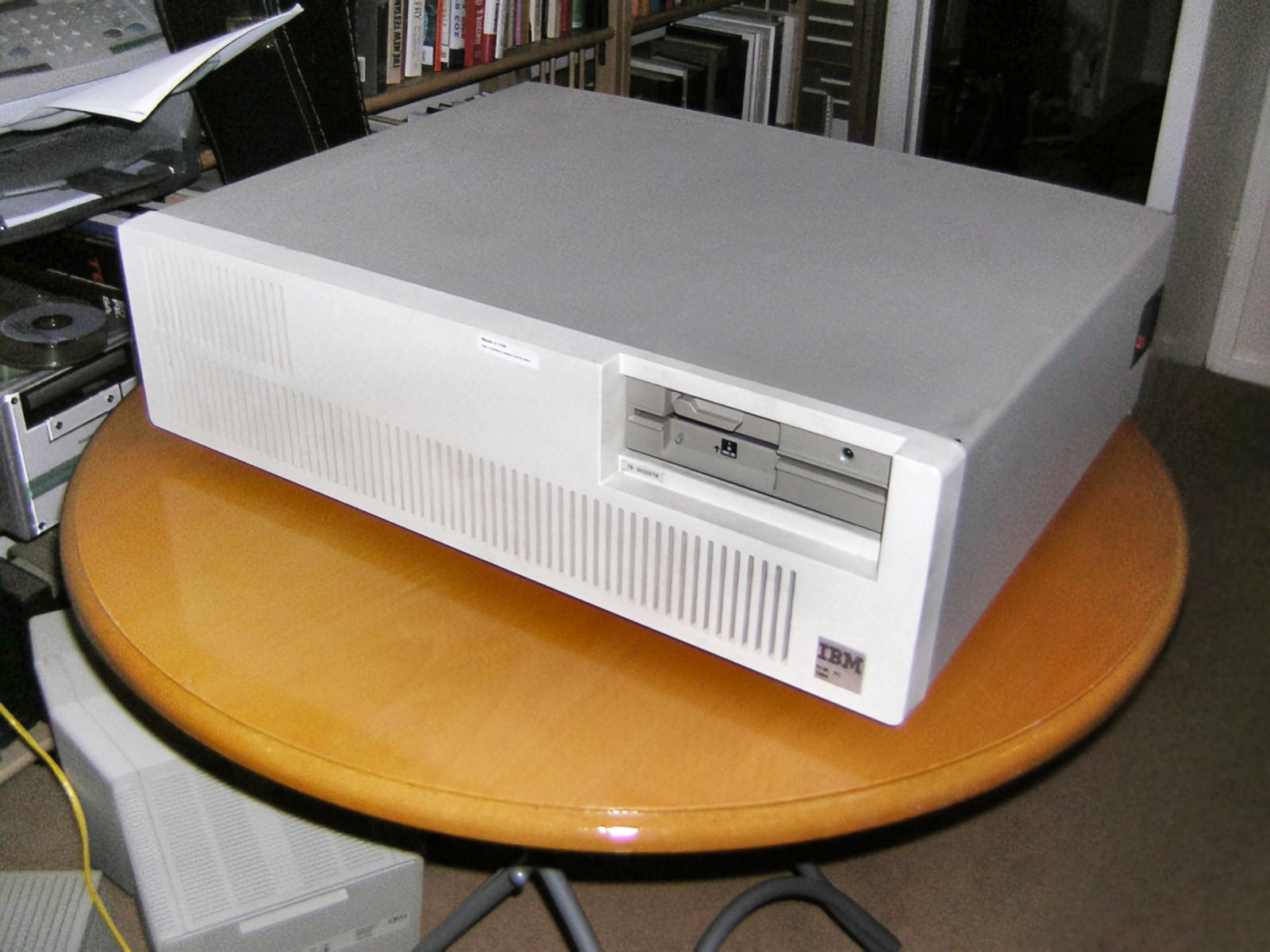
IBM 5364

SSP («Програма підтримки системи») була єдиною операційною системою на S/36. У ній містилася підтримка багатозадачності, кілька процесорів, 80 пристроїв, робота черги, черги друку, безпека, індексований файл підтримки. Повністю встановлена система займала близько 10 Мб. На advanced/36, число робочих місць/принтерів було збільшено до 160. В «guest/36», де SSP була як «гостьова» операційна система на OS/400 (V3R6 через V4R4) можна мати до 216 пристроїв.
Файли на S/36 могли бути послідовними (S), прямими (D), або індексованими (I).
S/36 мав чотири компілятори: RPG II, COBOL, BASIC і FORTRAN. RPG був дешевше, створював компактний код, і став найкращим продавцем. Поширеність Cobol у великих бізнес-структурах зробили його популярним також і на S/36. Fortran був не дуже практичним для цілей обробки даних, тим більш, що в той час BASIC був досить потужним і легко переносився на інші комп'ютери IBM, хоча і був обмежений 40K сесії.
В S/36 можна компілювати і запускати програми розміром до 64 Кбайт, в Advanced/36 було додано в операційну систему SSP можливість з середини програми виклику інших програм. Таким чином, програма розміром 60 КБ могла викликати іншу програму, яка була розміром 30 КБ або 40 КБ.